# Еинген (Швабија)
Еинген (њем. Ehingen) општина је у њемачкој савезној држави Баварска. Једно је од 46 општинских средишта округа Аугсбург. Према процјени из 2010. у општини је живјело 992 становника. Посједује регионалну шифру (AGS) 9772134.

## Географски и демографски подаци
Еинген се налази у савезној држави Баварска у округу Аугсбург. Општина се налази на надморској висини од 443 метра. Површина општине износи 9,6 km². У самом мјесту је, према процјени из 2010. године, живјело 992 становника. Просјечна густина становништва износи 103 становника/km².